# Niehl
Niehl est une municipalité allemande située dans le land de Rhénanie-Palatinat, dans l'arrondissement d'Eifel-Bitburg-Prüm.